# Simulium bujakovi
Simulium bujakovi är en tvåvingeart som beskrevs av Rubtsov 1940. Simulium bujakovi ingår i släktet Simulium och familjen knott. Inga underarter finns listade i Catalogue of Life.